# Tadeusz-Kościuszko-Denkmal (Chicago)

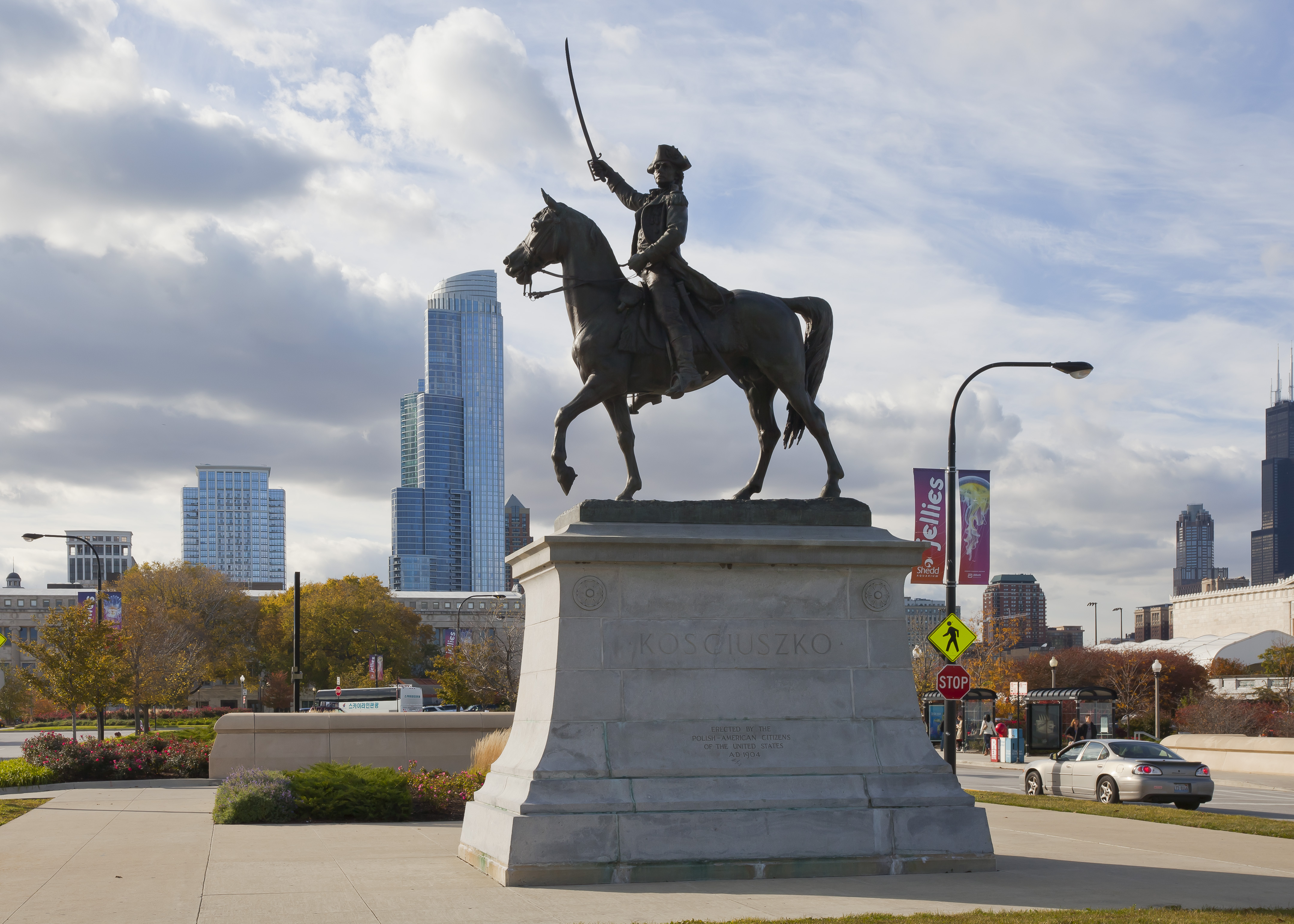
Tadeusz-Kościuszko-Denkmal

Das Tadeusz-Kościuszko-Denkmal (englisch Tadeusz Kościuszko Monument) in Chicago steht auf dem Lafayette Square vor dem  Shedd Aquarium und stellt den polnisch-amerikanischen Freiheitskämpfer Tadeusz Kościuszko dar.

## Geschichte
Das Denkmal wurde 1904 von dem Lemberger Künstler Kazimierz Chodziński geschaffen. Zunächst stand es im Humboldt Park und wurde später an das Ufer des Lake Michigan verlegt. Kościuszko ist hoch zu Ross in US-amerikanischer Uniform aus der Zeit des Unabhängigkeitskrieges dargestellt.